# 椎名氏
椎名氏（しいなし）は、日本の氏族のひとつ。

## 千葉氏流の椎名氏
千葉常胤の弟、椎名胤光からはじまる氏族である。
この氏のことは千葉系図に「常兼─下総介常重─胤光（椎名五郎）」とあり、千葉上総系図、相馬系図などもこれに同じである。一本千葉系図には「胤光・椎名八郎、常重の名代となり、京都へのぼる。帰国の刻、駿州において病死なり」と。また一本に「常兼─常房（鴨根五郎）─胤光（椎名八郎）」とある。
この下総椎名氏は、『源平盛衰記』に椎名次郎胤平、椎名六郎胤平を載せ、また『吾妻鏡』巻25に椎名弥次郎、巻41、巻45に椎名六郎胤継の名前が見える。建長年間（1249年-1256年）には椎名八郎胤光が匝瑳南条荘を拠点に関東各地の教化を行った浄土宗第3祖の良忠を外護した。
匝瑳党にも椎名氏がいる。『鎌倉大草紙』に椎名与十郎胤家の名前が、また延徳元年（1489年）の上杉定正判書に椎名慶珍が出てくる。代々匝瑳郡飯倉城を根城としていたが、天正18年（1590年）にいたって落城した。米倉村西光寺は応永年間に椎名氏が創建した氏寺である。また横芝光町の広済寺も椎名氏開基と伝わる（鬼来迎）。
後世、下総国の椎名氏は剣酢漿草を家紋とした。

## 伊賀国の椎名氏
江戸幕府に仕えた椎名氏である。『寛政重修諸家譜』には「椎名角右衛門朝勝、天正10年（1582年）東照宮伊賀路を渡御のとき嚮導したてまつり、天和のころ御広敷の伊賀者となり、これより4代にして朝成にいたる」とある。千葉氏の族と称する。家紋は「源氏車の轂に三つ巴」「三つ巴」。

## 越中国の椎名氏
椎名氏（しいなし）は、越中新川郡に勢力のあった一族。室町時代に分郡守護代を務めた。

### 出自
越中国の椎名氏の出自は千葉氏流の椎名氏の一族とされている。

### 概要
鎌倉時代より越中守護北条朝時の被官として入国し関係を深めていき、南北朝時代に椎名頼胤（孫八頼胤）が松倉城に入城したとされる。後に越中に守護として赴任した畠山氏に仕え、新川郡守護代に任命された。

#### 戦国時代
畠山氏が応仁の乱で衰退し、婦負・射水両郡の守護代であった神保慶宗が畠山氏からの独立を目指すと椎名慶胤はこれに同調した。しかし永正17年（1520年）長尾・畠山連合軍の征伐を受けて敗北、椎名氏は降伏し、椎名氏の新川郡守護代職は長尾為景に奪われてしまう。しかし長尾為景は椎名長常を又守護代としてそのまま起用したため、椎名氏は長尾氏に従属する形になりながらも、新川郡の支配権を維持した。
天文年間になると神保長職が郡境の神通川を越えて新川郡に進出、富山城を築いて椎名領の侵略をはじめた。これを機に越中国は国人をも巻き込んだ越中大乱と呼ばれる大抗争が勃発したが、椎名長常はこれに敗北し、不利な条件で和議を結ばされた。
永禄年間に至り椎名康胤が家督を継ぎ、再び神保長職との抗争が繰り返されたが、椎名氏は次第に神保氏に圧迫され、上杉謙信に援軍を要請した。このため神保長職は降伏し、椎名康胤は危機を脱した。その後は上杉謙信と同盟関係にあり、康胤は長尾景直を養子に迎え、椎名景直となった。
永禄11年（1568年）、武田信玄の調略を受けた椎名康胤は突如上杉氏を離反し、一向一揆と結んで武田氏に寝返った。これにより居城松倉城に篭って数年に渡り上杉氏と戦うが、元亀4年（1573年）正月、上杉謙信に降伏して城を明け渡した。その後の椎名康胤の動向は不明だが、一説には天正4年（1576年）蓮沼城で上杉軍に攻められて自刃したともいう。
椎名氏は椎名景直(長尾景直)が継ぎ、上杉氏方として月岡野の戦い、御館の乱で上杉景虎方。織田信長配下となり死去。
椎名康胤の実子椎名重胤は父の没落後は武田勝頼を頼って落延び、その後同族の千葉邦胤と祖先の椎名安芸守の開基と伝わる広済寺を頼り、匝瑳郡の虫生（匝瑳南条荘）に土着した。椎名康胤の実子椎名康次は松倉城下の常泉寺 (魚津市)に入り、松室文寿と称したといわれる。